# أرتور فيرير
أرتور فيرير (بالإسبانية: Arturo Ferrer)‏ هو راكب الكنو مكسيكي، ولد في 11 يوليو 1959.

## وصلات خارجية
- أرتور فيرير على موقع أوليمبيديا (الإنجليزية)